# فیرورق
فیرورق شهری است در بخش مرکزی شهرستان خوی در استان آذربایجان غربی ایران، که در هشت کیلومتری غرب شهر خوی واقع شده‌است. شهر فیرورق مرکز دهستان فیرورق می‌باشد، حوزه استحفاظی این دهستان پوشیده از انواع باغات میوه است.
وجه تسمیه فیرورق بدین صورت است که کلمه ی «پئره» از ترکی به «فره--> فیره--> فیرق--> فیرورق» تبدیل شده است. اضافه شدن واژه «ق» به جای فتحه در پایان اسم مکان های ترکی و تبدیل واژه «ف» به جای «پ» به علت معرب کردن آن در جریان ثبت اسامی در زمان پهلوی رایج بوده است.
دین ساکنین فیرورق اسلام است؛ اکثر ساکنین فیرورق ترک‌زبان هستند و به زبان ترکی آذربایجانی صحبت می‌کنند. در جلد چهارم کتاب «فرهنگ جغرافیائی ایران (آبادیها)» نیز زبان مردم فیرورق (پئره)، ترکی آذربایجانی قید شده‌است.
جمعیت این شهر در سال ۱۳۷۵ خورشیدی ۸٬۰۵۰ نفر سرشماری شد. و در سال ۱۳۸۶ در حدود ۱۱ هزار نفر برآورد شده‌است.
فیرورق در حدود ۸–۱۰ کیلومتری شمال غرب شهر خوی قرار گرفته و باغ‌های انبوه و طبیعتی سرسبز دارد. نام محلی این شهر «پئره» می‌باشد. در آنجا آب فراوان است و باغداری رونق بسیار دارد. درهٔ فیرورق (پئره) که در آن پارک‌هایی نیز ساخته شده از دره‌های سرسبز شهرستان و تفرج‌گاه مردم در روزهای تعطیل است. پارک جنگلی داغلارباغی (باغ کوهستان) نیز از اماکن دیدنی این شهر است.
این شهر دارای دانشگاه پیام نور است که از سال ۱۳۸۶ آغاز به پذیرش دانشجو کرده‌است. برای این دانشگاه ۱۲ رشته به تصویب رسیده‌است.

## تاریخچه
وجود ویرانه‌های یک کاروانسرای قدیمی در نزدیکی فیرورق نشان می‌دهد که این منطقه در مسیر کاروانرو قدیمی قرار داشته‌است.
سپاهیان شاه اسماعیل برای رسیدن به منطقه چالدران از جاده ابریشم که از فیرورق عبور می‌کرد در حرکت بودند. فرمانده طلایه داران سپاه «پیره محمد استاجلو» سردار معروف شاه اسماعیل بودند که در فیرورق و در کنار دو چشمه معروف و پرآب درمان بوللاغی و شاه بولاغی که معروف به «قلعه چی رضا» بود اردو زدند و مدت زیادی در آنجا ساکن شدند و جهت آبادانی فیرورق، خدمات زیادی انجام دادند که از جمله آن‌ها می‌توان احداث حمام «محمد بیگ» که بعدها به «حمام سید» معروف شد را نام برد که به سبک قدیم و در زیرزمین ساخته شده و هنوز نیز باقی و تا چند سال پیش قابل استفاده عموم بوده‌است و اکنون بعلت امنیت جانی و دیگر عوامل بسته شده‌است. خلاصه، با توجه به شخصیت والا و به احترام آن سردار شجاع و دلاور یعنی پیره محمد استاجلو نام محله بزرگ فیرورق به «پیره» مشهور و نامگذاری گردید که هنوز نیز اگر از اکثریت مردم پرسیده شود اهل کجا هستی؟ خود را از اهالی «پئره» معرفی می‌کنند. «پیره» یعنی دانا و عالم و «پیره لیق» به ترکی به معنی مکان دانایان بوده و به زبان فارسی به «فیرورق» تبدیل شده‌است؛ و چون اهالی این خطه از زمانهای قدیم به ریش سفیدان و عالمان که با توجه به دایر بودن مکتب خانه‌ها و داشتن عالمان و مردان خدا و احترام آنان «پیره لیق» را یعنی اهمیت به علم و دانانش و دیانت و ایمان و تقوی را پیشه خود ساخته و در زمینهای زرخیز خود به امر کشاورزی و باغداری و دامپروری و کسب و تجارت و دیگر مشاغل مورد نیاز جامعه همچون زنجیری زاگسستنی و در کنار هم فعالیت و در آبادانی شهر پئره لیق، شهر فرزانگان و پیران و دانایان کوشا هستند.
به دلیل آب و هوای معتدل و خاک حاصلخیز و طبیعت بسیار زیبا و دلنشین و باغات بسیار زیبا و پردرخت و پر میوه و آب فراوان، مردم پئره، خوی و دیگر شهرهای استان برای استراحت و هواخوری و حتی صرف یک یا دو وعده غذا در سایه درختان پارک و بلوار به این شهر پناه آورده و در این جنت زمینی خداوند در کمال امنیت و آسایسثں ساعاتی از زندگی خویش را به دور از دغدغه و پریشانی خاطر سپری می‌کنند. شعر ترکی زیر در وصف شهر پئره سروده شده‌است:
الله پئره نی جنته بنزه ر، یارادیب دیر
داغلار اتگینده گوله بنزه ر، یارادیب دیر
درمان بولاغی، شاه بولاغی، بوغلی چاییندا
زمزم سویی تک جانلارا درمان یارادیب دیر
جنت یئمیشین اوردا فراوان یارادیب دیر
امیران دُنبُلی که مدتی در این منطقه حکومت راندند باغی به نام باغ هفت‌طبقه نیز در فیرورق ساختند. شهر فیروق از قدیم الایام منطقه خوش آب و هوا، سرسبز و دارای چشمه‌های آب فراوانی بوده و به عنوان مرکز توریستی و تفرجگاه در آن منطقه از استان قلمداد می‌شد.
این باغ که توسط محمدبیگ دنبلی پسر کوچک شهبازخان ساخته شده یکی از سکونت‌گاه‌های امیران دنبلی به‌شمار می‌آمدکه دارای دیوارهای گلی بند می‌باشد که آثار آن باقی است. در حال حاضر باغ مذکور در وسط شهر فیروق قرار گرفته و اکثر اراضی آن در مالکیت حاج مجید فروتن قرار دارد که از خیرین شهر بوده و بزرگ‌ترین مسجد این شهر که مسجد ولیعصر نام دارد، توسط نامبرده بنا گردیده‌است. همچنین ایشان در کنار مسجد یک حمام عمومی تأسیس نمودند که به بافت قدیمی شهر تبدیل شده‌است. روبروی باغ هفت طبقه، حمام محمد بیک قرار دارد این حمام در زیر زمین ساخته شده و از آثار تاریخی شهر فیرورق محسوب می‌شود از دیگر آثار تاریخی این شهر می‌توان به باغ هفت طبقه و دیوارهای آن باغ اشاره کرد.
سکونت‌گاه مرتضی‌قلی‌خان دنبلی نیز مدتی در فیرورق بود. نادرشاه افشار پس از شکست دادن عثمانیان و بیرون راندن ایشان از تبریز در سال ۱۱۰۹ حکومت خوی را به مرتضی‌قلی خان که پسر بزرگ شهبازخان دنبلی واگذار نمود.
حاج میرزا محمدعلی موحد (۱۲۷۲ تبریز-۱۳۴۴ خوی، مدفون در بقعه شیخ نوایی) از فرهنگیان معروف منطقه، چند سال بعد از تأسیس مکتب‌خانه در زاویه مسجد شهانق به استخدام وزارت معارف درآمد و در سال ۱۳۰۵ روانه فیرورق گردید و در آن‌جا مدرسه چهارکلاسه حکیم قطران را ایجاد نمود.